# Itaguaru
Itaguaru este un oraș în Goiás (GO), Brazilia.